# 30828 Bethe
30828 Bethe este un asteroid din centura principală, descoperit pe 12 octombrie 1990, de Freimut Börngen și Lutz Schmadel.